# منتخب نيوزيلندا لكرة الطائرة للرجال
منتخب نيوزيلندا لكرة الطائرة للرجال (بالإنجليزية: New Zealand men's national volleyball team)‏ هو ممثل نيوزيلندا الرسمي في المنافسات الدولية في كرة طائرة في فئة كرة الطائرة للرجال.